# Piramida Pepija I.
Piramido Pepija I. v južni Sakari in pokopališki kompleks okoli nje so v 1960. letih odkopali francoski arheologi. Na njem so odkrili tudi okoli deset piramid kraljic in drugih faraonovih družinskih članov. V Pepijevi piramidi in piramidah nekaterih kraljic (Ankenespepi II., Behenu in  Reherihefnakt)  so odkrili piramidna besedila.
Osnovnica piramide je merila 78,8 m, višina pa merila 52,5 m. Njeno jedro je tvorilo kamenje in drobir iz lokalnega kamnoloma. Obloženo je bilo s plastjo belega apnenca. Oblogo so kasneje odstranili in jedro izpostavili zobu časa. Notranji prostori piramide so zasnovani podobno kot v piramidah iz Šeste dinastije. 
- Pogled na piramidi kraljic Akenespepi II. in Ankenespepi III. in z njo povezanim pogrebnim templjem
- Del piramidnega besedila iz piramide Pepija I.

## Sklic
1. ↑   Labrousse in Albouy: Les pyramides des reines, une nouvelle nécropole à Saqqarâ, Hazan, 1999.